# Sprohne
Koordinaten: 51° 50′ 48″ N, 11° 46′ 12″ O
Die Sprohne ist ein Naturschutzgebiet in der Stadt Nienburg (Saale) im Salzlandkreis in Sachsen-Anhalt.
Das Naturschutzgebiet mit dem Kennzeichen NSG 0081 ist 15,34 Hektar groß. Es ist Bestandteil des FFH-Gebietes „Nienburger Auwald-Mosaik“ und vom Landschaftsschutzgebiet „Saale“ umgeben. Das Gebiet steht seit dem 1. Mai 1961 unter Schutz (Datum der Verordnung: 30. März 1961) und wurde 1983 erweitert. Zuständige untere Naturschutzbehörde ist der Salzlandkreis.
Das Naturschutzgebiet liegt nordöstlich von Nienburg (Saale) am rechten Ufer der Saale im Naturpark Unteres Saaletal. Es stellt einen naturnahen und artenreichen Hartholzauwald im Überflutungsbereich der Saale unter Schutz. Die Baumschicht des reich strukturierten Ulmen-Eschen-Auwaldes wird von Stieleiche und Esche geprägt, während die Ulmenbestände durch das Ulmensterben stark beeinträchtigt sind. Lediglich die Flatterulme ist noch häufig zu finden. An verlandenden Altarmen der Saale wachsen Grauweiden. Daneben sind auch Pappelforste und mehrere ungenutzte Streuobstwiesen in das Naturschutzgebiet einbezogen.
Die Krautschicht des Auwaldes zeichnet sich durch Frühjahrsblüher wie Hohlen Lerchensporn, Gelbes Windröschen und Goldschopfhahnenfuß aus. Später dominieren Hochstauden und hochwüchsige Gräser, darunter die Behaarte Karde. Entlang der Saale und in Senken sowie Altarmresten siedeln feuchte Hochstaudenfluren mit Echter Engelwurz und Uferstaudenflur sowie Schlankseggen- und Rohrglanzgrasrieden. Vereinzelt sind auch Schilf- oder Igelkolbenröhricht zu finden. 
Nach Osten ist das Überschwemmungsgebiet der Saale bedeicht. Hier sind Glatthaferwiesen mit Wiesenstorchschnabel, Echtem Labkraut und Wiesensilau zu finden. Im Norden befindet sich eine ehemalige Tongrube mit Schilfröhricht.
Das Naturschutzgebiet ist Lebensraum einer artenreichen Avifauna, darunter Habicht, Rot- und Schwarzmilan, Kolkrabe, Kleinspecht und Beutelmeise. Weiterhin gibt es hier ein stabiles Vorkommen des Elbebibers.